# Sandro Fantinel
Sandro Luiz Fantinel (Caxias do Sul, 20 de abril de 1968) é um político brasileiro. Eleito em 2020 e reeleito em 2024, exerce o mandato de vereador de Caxias do Sul. Em 2018, foi pré-candidato a deputado federal pelo Rio Grande do Sul, mas abdicou de sua candidatura para se dedicar à campanha presidencial de Jair Bolsonaro. Foi candidato a deputado estadual pelo Rio Grande do Sul em 2022, mas não foi eleito.
Em abril de 2024, se afilou ao PL, do qual ainda faz parte atualmente.
Tornou-se nacionalmente conhecido após declarações consideradas xenofóbicas contra nordestinos, especificamente baianos, no contexto de trabalhadores resgatados em condições análogas à escravidão. Fantinel atribuiu suas declarações a um lapso mental e afirmou ter parentes nordestinos como uma forma de justificativa. O Ministério Público Federal requereu o pagamento de R$ 250 mil em danos morais coletivos pelas falas de Fantinel.
Criou o Projeto Agro Fraterno, que tem como objetivo ajudar famílias em situação de vulnerabilidade social, fornecendo gratuitamente frutas, verduras e legumes. Esses alimentos são distribuídos em 25 bairros de Caxias do Sul, graças às doações de agricultores da Zona do Carapiaí, em Fazenda Souza, e ao apoio de voluntários que se encarregam de separar os produtos em sacolas e realizar a entrega.

## Trajetória política

### Início da vida pública
Em 2010, atuou como presidente da Associação dos Moradores do Bairro e intensificou seus esforços para melhorar o fornecimento de água e fortalecer a segurança pública da região rural que abrange os distritos de Caxias do Sul.

### Eleições de 2016
Concorreu para o cargo de vereador nas eleições municipais de Caxias do Sul em 2016 pelo Partido Ecológico Nacional (PEN), partido que posteriormente deu origem ao PATRIOTA e em 2022 se fundiu ao Partido Trabalhista Brasileiro (PTB) depois de não ter atingido a cláusula de barreira nas eleições gerais no Brasil em 2022. Na respectiva eleição, obteve 1.012 votos, mas não sendo efetivamente eleito.

### Apoio a Jair Bolsonaro
Fantinel declara ser amigo do ex-presidente Jair Bolsonaro desde 2017. Em 2018, renunciou à sua candidatura a deputado federal para se dedicar à campanha presidencial de Bolsonaro. Presidiu o PSL de Caxias do Sul.

### Eleições de 2020
Concorreu novamente ao cargo de vereador nas eleições municipais de Caxias do Sul em 2020, desta vez pelo já formado PATRIOTA, obtendo 1.756 votos totais no município, sendo eleito efetivamente como vereador de Caxias do Sul.

### Eleições de 2022
Concorreu ao cargo de deputado estadual pelo Rio Grande do Sul, obtendo 7.115 votos, não sendo eleito.

### Eleições de 2024
Concorreu novamente ao cargo de vereador nas eleições municipais de Caxias do Sul em 2024, desta vez pelo PL, obtendo 2.353 votos totais no município, sendo reeleito como vereador de Caxias do Sul.

## Principais projetos e indicações como vereador

#### Agro Fraterno
Poucos dias após assumir o cargo no Legislativo, o parlamentar lançou o projeto Agro Fraterno, que teve sua primeira edição em 9 de janeiro de 2021. O projeto tem como objetivo apoiar famílias em situação de vulnerabilidade social, fornecendo frutas, verduras e legumes, que são distribuídos em 25 bairros de Caxias do Sul. Os alimentos são doados por agricultores da Zona do Carapiaí, em Fazenda Souza, e organizados em sacolas com a ajuda de voluntários, que também realizam as entregas.
Na oportunidade onde decorria o fato da Comissão Processante da Câmara de Vereadores de Caxias do Sul optar por dar continuidade ao pedido de cassação do vereador após sua fala sobre o caso dos trabalhadores resgatados em situação análoga à escravidão em Bento Gonçalves, lideranças das comunidades que são atendidas pelo Agro Fraterno, se manifestaram a favor do parlamentar e salientaram a respeito da importância que o projeto tem para Caxias do Sul e região.
Na época, o parlamentar citou que o projeto Agro Fraterno havia entregado no último sábado anterior ao evento cerca de 1,2 mil cestas básicas para pessoas das "mais variadas raças, etnias e nacionalidades".
Em dezembro de 2023, ao fazer um balanço de seu mandato até aquele momento, Fantinel declarou na tribuna da Câmara de Vereadores de Caxias do Sul que o Agro Fraterno havia distribuído um total de 570 toneladas de frutas e verduras gratuitamente.

#### REURB
Em 27 de fevereiro de 2021, Sandro Fantinel, em um dos seus primeiros atos como vereador, protocolou um projeto de regularização fundiária (REURB) no município. Porém, foi contatado pelo Executivo para colaborar na melhoria da proposta. Fantinel decidiu retirar seu projeto original e trabalhou junto com o Executivo como coautor para garantir a implementação rápida e coordenada da lei, que ajudaria na regularização de vários bairros da cidade. Após a revisão conjunta pelo Executivo e Legislativo, a lei foi aprovada em 13 de agosto de 2021.

#### Biogás
Em 2021, Sandro Fantinel fez uma indicação à Prefeitura de Caxias do Sul para avaliar a viabilidade de criar um projeto que implementasse biogás e biodigestores nas escolas municipais, com o objetivo de converter restos orgânicos, como alimentos e verduras impróprias para consumo, em gás de cozinha. Além disso, ele apresentou a iniciativa Homebiogás, da empresa israelense Bio Movement, ao prefeito de Caxias do Sul, em uma visita a Nova Roma do Sul, para demonstrar como o projeto transforma restos de comida em gás.
Em 17 de outubro de 2023, Fantinel reiterou a importância do projeto, ressaltando seus benefícios para o município nos âmbitos ambiental, educacional e econômico. Segundo um levantamento realizado na época, o projeto poderia economizar cerca de R$ 400 mil por ano, que a Prefeitura gastava com gás de cozinha nas escolas. Fantinel mencionou que, após a divulgação do projeto na tribuna, vários municípios começaram a implementar o sistema em suas unidades escolares.

#### Concessões Público-Privadas
Em 21 de junho de 2022, Fantinel iniciou um projeto de emenda à Lei Orgânica com o objetivo de remover a proibição de concessão de parques e praças à iniciativa privada em Caxias do Sul. A redação anterior da Lei Orgânica proibia a doação, venda ou concessão de parques, praças, jardins e largos públicos.  Fantinel explicou que ele e o então vereador Wagner Petrini (PSB, posteriormente secretário de Habitação) planejavam transformar o parque da Lagoa do Rizzo em algo semelhante ao Lago Negro de Gramado no parque da Lagoa do Rizzo, mas a proibição de concessão impedia a realização dessa intervenção.
Após o início da tramitação do projeto, a União de Associações de Bairros (UAB) manifestou-se contra a aprovação, argumentando que se tratava de espaços públicos e citando a possibilidade de que a iniciativa privada pudesse restringir o acesso aos locais concedidos ou cobrar ingressos. Fantinel refutou essas alegações, afirmando que nenhuma dessas possibilidades estava sendo considerada nas normas da lei.
Em 2023, foi anunciada uma mudança na Lei Orgânica do Município que permitiu a concessão de parques, praças, jardins e lagos públicos em Caxias do Sul. A alteração modificou o artigo 36 da principal lei da cidade, removendo a proibição de concessão desses espaços, mas mantendo a proibição de venda ou doação.

#### Escola de Educação Infantil de Fazenda Souza
Durante a sessão ordinária de 25 de junho, Fantinel celebrou uma significativa conquista para a comunidade do Interior de Caxias do Sul. Ele anunciou que no dia 24 de julho seria inaugurada a primeira escola de Educação Infantil na localidade de Fazenda Souza, um projeto pelo qual vinha batalhando desde 2010, quando ocupava o cargo de presidente da associação de moradores do distrito.
O parlamentar comunicou que o imóvel onde a escola foi instalada foi cedido gratuitamente pela família Boff por um período de cinco anos. Na visão do vereador, essa ação exemplifica um verdadeiro espírito de colaboração comunitária.
Fantinel destacou que a referida família tem um histórico de contribuições à comunidade, incluindo a doação das terras onde atualmente está localizada a Escola Estadual de Ensino Médio Avelino Boff. Ele também expressou sua gratidão ao Executivo Municipal por apoiar o projeto.
No dia 24 de julho de 2024 foi inaugurada a Escola de Educação Infantil Nona Égida no distrito de Fazenda Souza.

#### Emendas
Fantinel conseguiu emendas do governo federal de aproximadamente R$ 2 milhões para Caxias do Sul destinadas para a compra de máquinas para o interior, equipamentos para UBSs do interior de Caxias do Sul e R$ 200 mil para o financiamento da 12a Festa do Agricultor de 2024, que ocorreu em Fazenda Souza.

## Declarações xenófobas
Em fevereiro de 2023, mais de duzentos homens, em sua maior parte baianos, em situação análoga à escravidão foram resgatados em Bento Gonçalves, trabalhando para uma empresa terceirizada que atendia às vinícolas Aurora, Salton e outras. Nesse contexto, Fantinel proferiu declarações na vereança de Caxias do Sul que possuíam um teor xenofóbico e preconceituoso, afirmando que os produtores não deveriam mais "contratar aquela gente lá de cima" (em alusão aos nordestinos), que a cultura da Bahia se resumia a "viver na praia tocando tambor" e sugeriu que as empresas preferissem a mão de obra argentina. Um vídeo contendo essas declarações chegou a ser publicado pela atriz Regina Duarte, que em seguida se retratou. Fantinel foi expulso do partido PATRIOTA, e a vereança de Bento Gonçalves emitiu nota de repúdio às declarações. Suas declarações foram repudiadas também no Congresso Nacional por deputados federais e senadores. Para a colunista Flávia Oliveira, as declarações de Fantinel demonstram o racismo estrutural presente no Brasil, que valoriza mais a mão de obra estrangeira branca, em detrimento das pessoas negras e seu papel histórico na edificação do país. A resposta da âncora do programa Bahia Meio Dia, Jessica Senra, às declarações de Fantinel viralizou nas redes sociais.
Após a repercussão negativa, Fantinel declarou ao Estadão ter sido mal interpretado e disse ter pedido desculpas. Posteriormente, publicou um vídeo em suas redes sociais em que aparece chorando e dizendo ter se arrependido, por sua família ter sido alvo de ameaças e ofensas.
No dia 2 de março, a Câmara Municipal de Caxias do Sul aprovou, por unanimidade, a abertura de processo de cassação do mandato de Fantinel. Dias antes, o presidente da Câmara de Vereadores de Caxias do Sul, José Pascual Dambrós (PSB), havia dito que "a fala de um vereador não representa a cidade".
Além disso, após a repercussão do discurso controverso sobre nordestinos, o Ministro da Segurança Pública, Flávio Dino, acionou a Polícia Federal contra o vereador, que em 17 de novembro de 2022, acusou um ministro do Supremo Tribunal Federal de ter praticado pedofilia. Essa situação foi incluída como um dos tópicos motivadores da cassação do mandato do vereador. Mas, sob recomendação da Comissão Processante, foi arquivado.

Em 16 de maio de 2023, o processo de cassação foi arquivado pela Câmara de Vereadores de Caxias do Sul. Nove vereadores votaram contra o parecer final da Comissão Processante, que recomendava a perda de mandato. Para que o mandato fosse cassado, seriam necessários pelo menos 16 votos favoráveis, mas apenas 13 vereadores votaram a favor. Fantinel se absteve de votar.